# 김문원
김문원(1941년 3월 5일~)은 대한민국의 정치인이다. 제11·13대 국회의원, 제28·29대 경기도 의정부시장을 역임했다.

## 역대 선거 결과
|  | 24.74% |

|  | 12.75% |

|  | 35.59% |

|  | 37.13% |

|  | 10.15% |

|  | 23.30% |

|  | 23.66% |

|  | 39.08% |

|  | 64.41% |

|  | 16.19% |

| 전임 김기형 | 제28·29대 경기도 의정부시장 2002년 7월 1일~2010년 6월 30일 | 후임 안병용 |